# 1981-es Formula–1 Las Vegas-i nagydíj
A Las Vegas-i nagydíj volt az 1981-es Formula–1 világbajnokság tizenötödik futama.

## Futam
| Helyezés | #  | Versenyző                    | Csapat/Motor    | Körök | Idő/Kiesés oka  | Rajthely | Pontszám |
| -------- | -- | ---------------------------- | --------------- | ----- | --------------- | -------- | -------- |
| 1        | 1  | Alan Jones                   | Williams-Ford   | 75    | 1:44:09,077     | 2        | 9        |
| 2        | 15 | Alain Prost                  | Renault         | 75    | + 20,048        | 5        | 6        |
| 3        | 23 | Bruno Giacomelli             | Alfa Romeo      | 75    | + 20,428        | 8        | 4        |
| 4        | 12 | Nigel Mansell                | Lotus-Ford      | 75    | + 47,473        | 9        | 3        |
| 5        | 5  | Nelson Piquet                | Brabham-Ford    | 75    | + 1:16,438      | 4        | 2        |
| 6        | 26 | Jacques Laffite              | Ligier-Matra    | 75    | + 1:18,175      | 12       | 1        |
| 7        | 7  | John Watson                  | McLaren-Ford    | 75    | + 1:18,497      | 6        |          |
| 8        | 2  | Carlos Reutemann             | Williams-Ford   | 74    | + 1 kör         | 1        |          |
| 9        | 28 | Didier Pironi                | Ferrari         | 73    | + 2 kör         | 18       |          |
| 10       | 20 | Keke Rosberg                 | Fittipaldi-Ford | 73    | + 2 kör         | 20       |          |
| 11       | 29 | Riccardo Patrese             | Arrows-Ford     | 71    | + 4 kör         | 11       |          |
| 12       | 8  | Andrea de Cesaris            | McLaren-Ford    | 69    | + 6 kör         | 14       |          |
| 13       | 4  | Michele Alboreto             | Tyrrell-Ford    | 67    | Motorhiba       | 17       |          |
| HN       | 14 | Eliseo Salazar               | Ensign-Ford     | 61    | Helyezés nélkül | 24       |          |
| Kiesett  | 36 | Derek Warwick                | Toleman-Hart    | 43    | Váltó           | 22       |          |
| Kiesett  | 22 | Mario Andretti               | Alfa Romeo      | 29    | Felfüggesztés   | 10       |          |
| Kizárva  | 27 | Gilles Villeneuve            | Ferrari         | 22    | Kizárva         | 3        |          |
| Kiesett  | 6  | Héctor Rebaque               | Brabham-Ford    | 20    | Karburátor      | 16       |          |
| Kiesett  | 33 | Marc Surer                   | Theodore-Ford   | 19    | Felfüggesztés   | 23       |          |
| Kiesett  | 3  | Eddie Cheever                | Tyrrell-Ford    | 10    | Motorhiba       | 19       |          |
| Kiesett  | 16 | René Arnoux                  | Renault         | 10    | Elektronika     | 13       |          |
| Kiesett  | 25 | Patrick Tambay               | Ligier-Matra    | 2     | Baleset         | 7        |          |
| Kiesett  | 11 | Elio de Angelis              | Lotus-Ford      | 2     | Vízszivárgás    | 15       |          |
| Kiesett  | 32 | Jean-Pierre Jarier           | Osella-Ford     | 0     | Erőátvitel      | 21       |          |
| NK       | 9  | Slim Borgudd                 | ATS-Ford        |       |                 |          |          |
| NK       | 21 | Chico Serra                  | Fittipaldi-Ford |       |                 |          |          |
| NK       | 17 | Derek Daly                   | March-Ford      |       |                 |          |          |
| NK       | 30 | Jacques Villeneuve (idősebb) | Arrows-Ford     |       |                 |          |          |
| NK       | 35 | Brian Henton                 | Toleman-Hart    |       |                 |          |          |
| NK       | 31 | Beppe Gabbiani               | Osella-Ford     |       |                 |          |          |

## A világbajnokság végeredménye
| H   | Versenyzők        | Pont | H   | Konstruktőrök | Pont |
| --- | ----------------- | ---- | --- | ------------- | ---- |
| 1.  | Nelson Piquet     | 50   | 1.  | Williams-Ford | 95   |
| 2.  | Carlos Reutemann  | 49   | 2.  | Brabham-Ford  | 61   |
| 3.  | Alan Jones        | 46   | 3.  | Renault       | 54   |
| 4.  | Jacques Laffite   | 44   | 4.  | Ligier-Matra  | 44   |
| 5.  | Alain Prost       | 43   | 5.  | Ferrari       | 34   |
| 6.  | John Watson       | 27   | 6.  | McLaren-Ford  | 28   |
| 7.  | Gilles Villeneuve | 25   | 7.  | Lotus-Ford    | 22   |
| 8.  | Elio de Angelis   | 14   | 8.  | Alfa Romeo    | 10   |
| 9.  | René Arnoux       | 11   | 9.  | Arrows-Ford   | 10   |
| 10. | Héctor Rebaque    | 11   | 10. | Tyrrell-Ford  | 10   |

(A teljes lista)

## Statisztikák
Vezető helyen:
- Alan Jones: 75 (1-75)

Alan Jones 12. győzelme, Carlos Reutemann 6. pole-pozíciója, Didier Pironi 3. leggyorsabb köre.
- Williams 15. győzelme.

Héctor Rebaque utolsó versenye.